# Kreodanthus corniculatus
Kreodanthus corniculatus là một loài thực vật có hoa trong họ Lan. Loài này được Heinrich Gustav Reichenbach và Leslie Andrew Garay mô tả khoa học đầu tiên năm 1977.